# レオ・ファン・フェーン
レオ・ファン・フェーン（Leo van Veen、1946年6月6日）は、オランダ・ユトレヒト出身の元サッカー選手でありサッカー指導者。ポジションはフォワード。FCユトレヒトの公式戦史上最多得点記録を保持する選手。